# Nemoria sordifrons
Nemoria sordifrons är en fjärilsart som beskrevs av Louis Beethoven Prout 1932. Nemoria sordifrons ingår i släktet Nemoria och familjen mätare. Inga underarter finns listade i Catalogue of Life.